# بريارتيت
بريارتيت هو معدن كبريتيد معدني غير شفاف من الحديد الرمادي، Cu2(Zn,Fe)GeS4 مع آثار Ga و Sn ، وجدت كمتضمنات في كبريتيد الجرمانيوم الغاليوم الآخر.
اكتشف في منجم الأمير ليوبولد، كيبوشي، شابا، جمهورية الكونغو في عام 1965 من قبل فرانكوت وآخرين، وسمي على اسم غاستون بريارت الذي درس التكوينات في كيبوشي. عثر عليه أيضًا في ناميبيا واليونان وإسبانيا.